# Laxodlingen, Gästrikland
Laxodlingen är en sjö i Gävle kommun och Älvkarleby kommun i Uppland och ingår i Dalälvens huvudavrinningsområde. Sjön har en area på 0,199 kvadratkilometer och ligger 37,1 meter över havet.

## Delavrinningsområde
Laxodlingen ingår i det delavrinningsområde (671134-158195) som SMHI kallar för Förgrening. Medelhöjden är 36 meter över havet och ytan är 2,81 kvadratkilometer. Räknas de 14 avrinningsområdena uppströms in blir den ackumulerade arean 138,18 kvadratkilometer. Lerån (Kessmansbobäcken) som avvattnar avrinningsområdet har biflödesordning 2, vilket innebär att vattnet flödar genom totalt 2 vattendrag innan det når havet efter 23 kilometer. Avrinningsområdet består mestadels av skog (53 procent) och sankmarker (23 procent). Avrinningsområdet har 0,1 kvadratkilometer vattenytor vilket ger det en sjöprocent på 3,4 procent.